# Jente Bouckaert

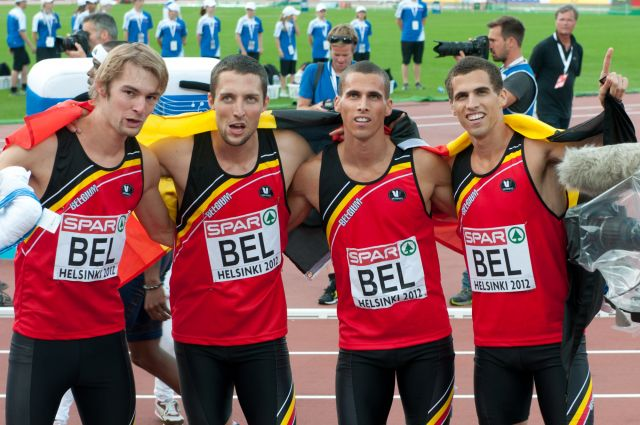
Jente Bouckaert (links) bei den Europameisterschaften 2012

Jente Bouckaert (* 15. Januar 1990) ist ein belgischer Sprinter, der sich auf den 400-Meter-Lauf spezialisiert hat.
Bei den Europameisterschaften 2012 in Helsinki erreichte er über 400 Meter das Halbfinale und siegte zusammen mit Antoine Gillet, Jonathan Borlée und Kevin Borlée in der 4-mal-400-Meter-Staffel.
Seine persönliche Bestzeit von 46,25 s stellte er am 17. Juni 2012 in Brüssel auf.